# Zale benesignata
Zale benesignata là một loài bướm đêm trong họ Erebidae.